# Adalbert Czerny

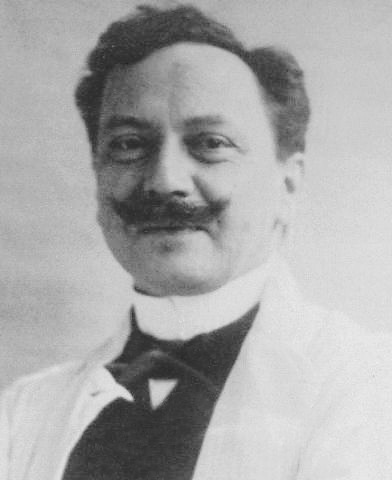
Adalbert Czerny, 1904

Adalbert Marianus Czerny (* 25. März 1863 in Szczakowa/Jaworzno, Großherzogtum Krakau, Kaisertum Österreich, heute Polen; † 3. Oktober 1941 in Berlin) war ein österreichischer Kinderarzt und Hochschullehrer. Er begründete die internationale Pädiatrieschule an der Berliner Charité und gilt als einer der Mitbegründer der modernen Kinderheilkunde. Er leistete einen wesentlichen Beitrag zur Verringerung der Kindersterblichkeit. Mehrere Kinderkrankheiten wurden nach ihm benannt.

## Ausbildung und Laufbahn
Adalbert Czerny, der Sohn eines Eisenbahn-Ingenieurs, wurde im Ortsteil Szczakowa in der Stadt Jaworzno in Galizien geboren, wuchs in Wien und seit 1879 in der Herkunftsstadt der Familie in Pilsen auf. Dort machte er 1882 das Abitur und studierte anschließend an der deutschen Karl-Ferdinands-Universität in Prag von 1881 bis 1888 Medizin und wurde Mitglied der Burschenschaft Carolina Prag, (nach 1945 akademische Burschenschaft Carolina zu Prag in München) und war 1884 bis 1886 Assistent des Physiologen S. Meyer.
Nach der Promotion 1888 zum Dr. med. arbeitete Adalbert Czerny als Assistent von Alois Epstein (* 1849 in Kamenitz an der Linde, † 1918 in Prag), seit 1888 Chefarzt an der zur Prager Universitätskinderklinik gehörenden Landesfindelanstalt in Prag, seit 1884 außerordentlicher Professor der deutschen Universität und Leiter der Kinderklinik, Benenner der Pseudodiphtherie (Epsteinsche Krankheit). 1893 habilitierte sich Adalbert Czerny mit einer Arbeit zum Thema Zur Kenntnis der glykogenen und amyloiden Entartung und behandelte nach der Habilitationsschrift in einem Vortrag ein Thema aus seinem späteren Arbeitsbereich der Pädiatrie: Die Ernährung des Säuglings aufgrund der physiologischen Funktion seines Magens. Die medizinische Fachwelt wurde auf Czerny aufmerksam, und bereits im gleichen Jahr erhielt er einen Ruf von den Universitäten Innsbruck und Breslau. Er wählte Breslau und arbeitete dort zunächst als außerordentlicher Professor und seit 1906, nachdem er einen Ruf nach München abgelehnt hatte, als persönlicher Ordinarius. In Breslau setzte er den Bau der Kinderklinik durch.
1910 erhielt Czerny einen Ruf als Ordinarius für Kinderheilkunde an die neu erbaute Kinderklinik in Straßburg und wechselte wenig später (1913) als Nachfolger Otto Heubners  an die Berliner Universitätskinderklinik der Charité, wo er bis zu seiner Emeritierung im Jahre 1932 blieb. Am 15. Mai 1931 war er Gründungsmitglied und wurde erster Vorsitzender der Berliner Gesellschaft für Kinder- und Jugendmedizin. Als Emeritus übernahm er mit 71 Jahren einen Lehrstuhl an der Medizinischen Akademie Düsseldorf, wo er von 1934 bis 1936 kommissarisch die dortige Kinderklinik leitete, nachdem dort Albert Eckstein  als Jude unter „höchst beschämenden Umständen“ (Hans-Rudolf Wiedemann) in Düsseldorf entlassen worden war. Sein tschechischer Kollege Josef Švejcar (1897–1997) bezeichnete Czerny als „konsequenten Antisemiten“.
Adalbert Czerny heiratete 1895 in Breslau Martha Retter (1874–1967), starb am 3. Oktober 1941 in Berlin und fand am 15. Oktober seine letzte Ruhestätte in Pilsen in Böhmen. Ihr Sohn Marianus Czerny (1896–1985) war von 1938 bis 1961 Ordinarius für Experimentalphysik in Frankfurt am Main.

## Bedeutung als Mitbegründer der modernen Kinderheilkunde
Die von Czerny begründete Schule beschäftigte sich vor allem mit der Ernährungsphysiologie und der Stoffwechselpathologie des Säuglings. Während seiner Berliner Amtszeit an der Universitätskinderklinik führte er die teilweise von Otto Heubner begonnenen Forschungen zur Säuglingssterblichkeit weiter und stellte sie auf  eine wissenschaftliche Grundlage. Zusammen mit seinem Schüler und Mitarbeiter Arthur Keller fasste Czerny die Ergebnisse in seiner Breslauer Zeit 1906 in dem zweibändigen Werk Des Kindes Ernährung, Ernährungsstörungen und Ernährungstherapie – in Fachkreisen kurz als der „Czerny-Keller“ geläufig – zusammen, womit sie den Begriff der „Ernährungsstörung“ des Säuglings prägten; weitere Veröffentlichungen folgten 1917 und 1928.
Dieses Handbuch hat die Ernährungslehre in der Kinderheilkunde und damit die Entwicklung der Pädiatrie bis in die heutige Zeit grundlegend bestimmt. Der Begriff Ernährungsstörung, den er benutzte, wies auf den Zusammenhang zwischen Ernährung und Krankheit hin. Czerny unterschied die drei Gruppen des ernährungsbedingten, des infektbedingten und des konstitutionsbedingten Schadens.
Ein zweiter Schwerpunkt seiner Forschungen war der Zusammenhang zwischen Ernährungsstörungen und dem Verhalten des Kindes. Seine immer wieder neu aufgelegte Vorlesungssammlung von 1908, Der Arzt als Erzieher, zeigt schon im Werktitel diesen Ansatz. Dabei war seine Haltung den Eltern gegenüber von Vertrauen geprägt.

## Entdecker neuer Krankheitsbilder beim Kind
Mehrere Kinderkrankheiten tragen Czernys Namen:
- die alimentäre Säuglingsanämie (Czerny-Anämie)
- die (lymphatisch)-exsudative Diathese (Czerny-Diathese), ein Krankheitsbild, das Czerny 1905[10] klar von der bis dahin bekannten Skrofulose und damit auch von der Tuberkulose abgrenzte.[11] Es handelt sich um eine individuelle Anlage für erhöhte Empfindlichkeit der Haut und der Schleimhaut.
- die paradoxe Atmung (Czerny-Phänomen bzw. -Atmung)

## Würdigungen und posthume Ehrungen
Die 1883 gegründete Deutsche Gesellschaft für Kinder- und Jugendmedizin (DGKJ) stiftet seit 1963 (dem 100. Geburtsjahr Czernys) jedes Jahr den Adalbert-Czerny-Preis. Der Preis wird  für  besondere wissenschaftliche Leistungen auf dem Gebiet der Kinderheilkunde verliehen. Czerny war 1923 deren Vorsitzender.

## Bibliographie (Auswahl)
- Adalbert Czerny, Arthur Keller: Des Kindes Ernährung, Ernährungsstörungen und Ernährungstherapie:  2 Bände. 1. Aufl. Leipzig 1906–1917; 2. und letzte Auflage, Deuticke, Leipzig 1925–1928.
  - 1. Auflage Band 1 Digitalisat auf archive.org
  - 1. Auflage Band 2 (nur S. 1–448) Digitalisat auf archive.org
- Adalbert Czerny: Der Arzt als Erzieher des Kindes, Leipzig 1908; 6. Aufl., Deuticke, Leipzig 1922. Digitalisat auf archive.org
- Adalbert Czerny: Die Entstehung und Bedeutung der Angst im Leben des Kindes, Langensalza 1915.
- Adalbert Czerny: Das schwererziehbare Kind. In: Jahrbuch der Kinderheilkunde und physischen Erziehung. Band 35, 1917.
- Adalbert Czerny: Die Pädiatrie meiner Zeit, Springer Berlin 1939